# Australobarbarus
Australobarbarus es un género extinto de sinápsido dicinodonto del Pérmico Superior (Changhsingiense) de Rusia.

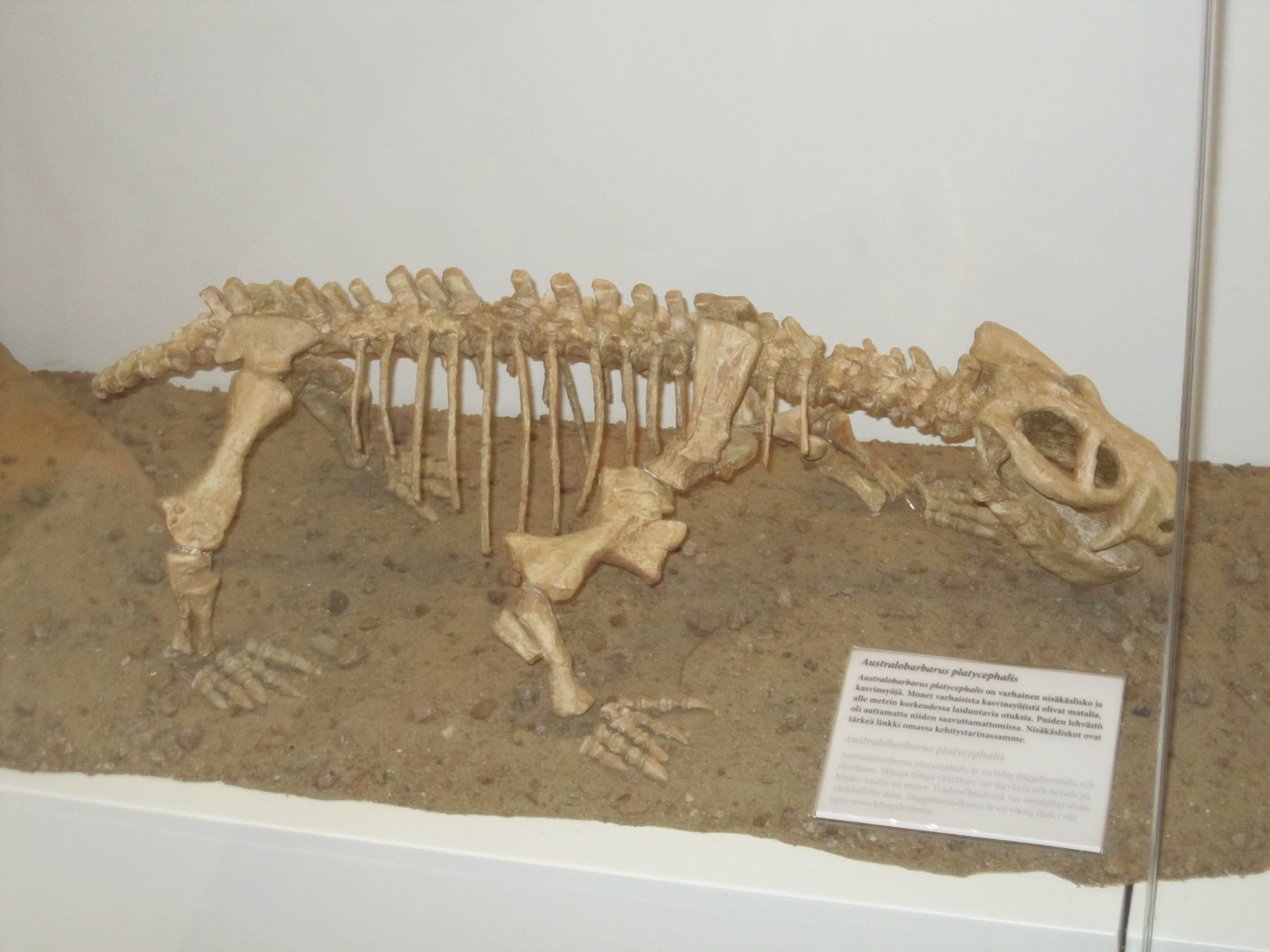
Esqueleto en el Museo de Historia Natural de Helsinki, Finlandia.